# Atletica leggera ai Giochi della XXX Olimpiade - Marcia 20 km femminile

Video ufficiale della competizione

Ai Giochi della XXX Olimpiade, la competizione della marcia 20 km femminile si è svolta l'11 agosto nella città di Londra.

## Presenze ed assenze delle campionesse in carica
Per i campionati europei si considera l'edizione del 2010.
| Competizione                   | Atleta             | Prestazione | Londra 2012 |
| ------------------------------ | ------------------ | ----------- | ----------- |
| Olimpiadi 2008                 | Ol'ga Kanis'kina   | 1h26'31”    | Presente    |
| Commonwealth 2010              | Johanna Jackson    | 1h34'22”    | Presente    |
| Europei 2010                   | Anisja Kirdjapkina | 1h28'55”    | Presente    |
| Asiatici 2010                  | Liu Hong           | 1h30'06”    | Presente    |
| Panamericani 2011              | Jami Franco        | 1h32'38”    | Presente    |
| Mondiali 2011                  | Liu Hong           | 1h30'00”    | Presente    |
| Coppa del mondo di marcia 2012 | Elena Lašmanova    | 1h27'38"    | Presente    |

## Record
| Record mondiale      | Vera Sokolova     | 1h25'08"" | Soči    | 26 febbraio 2011 |
| Record olimpico      | Olga Kaniskina    | 1h26'31"  | Pechino | 21 agosto 2008   |
| Capolista stagionale | Elmira Alembekova | 1h25'27"  | Soči    | 18 febbraio 2012 |

## Ordine d'arrivo
| Pos | Atleta                      | Paese         | Tempo    | Note                                     |
| --- | --------------------------- | ------------- | -------- | ---------------------------------------- |
| 1   | Qieyang Shenjie             | Cina          | 1h25'16” |                                          |
| 2   | Liu Hong                    | Cina          | 1h26'00” |                                          |
| 3   | Lü Xiuzhi                   | Cina          | 1h27'10” |                                          |
| 4   | Elisa Rigaudo               | Italia        | 1h27'36” | Miglior prestazione personale stagionale |
| 5   | Beatriz Pascual             | Spagna        | 1h27'56” | Miglior prestazione personale stagionale |
| 6   | Ana Cabecinha               | Portogallo    | 1h28'03” | Miglior prestazione personale stagionale |
| 7   | María Vasco                 | Spagna        | 1h28'14” | Miglior prestazione personale stagionale |
| 8   | Masumi Fuchise              | Giappone      | 1h28'41” | Miglior prestazione personale stagionale |
| 9   | Maria José Poves            | Spagna        | 1h29'36” |                                          |
| 10  | Olive Loughnane             | Irlanda       | 1h29'39” | Miglior prestazione personale stagionale |
| 11  | Eleonora Giorgi             | Italia        | 1h29'48” | Miglior prestazione personale            |
| 12  | Inês Henriques              | Portogallo    | 1h29'54” | Miglior prestazione personale stagionale |
| 13  | Nadiya Borovska             | Ucraina       | 1h30'03” | Miglior prestazione personale            |
| 14  | Regan Lamble                | Australia     | 1h30'08” | Miglior prestazione personale            |
| 15  | Mayumi Kawasaki             | Giappone      | 1h30'20” | Miglior prestazione personale stagionale |
| 16  | Melanie Seeger              | Germania      | 1h30'44” | Miglior prestazione personale stagionale |
| 17  | Laura Reynolds              | Irlanda       | 1h31'02” | Miglior prestazione personale            |
| 18  | Kristina Saltanovič         | Lituania      | 1h31'04” | Miglior prestazione personale stagionale |
| 19  | Agnieszka Szwarnóg          | Polonia       | 1h31'14” |                                          |
| 20  | Agnieszka Dygacz            | Polonia       | 1h31'28” | Miglior prestazione personale stagionale |
| 21  | Agnese Pastare              | Lettonia      | 1h31'54” | Miglior prestazione personale stagionale |
| 22  | Hanna Drabenia              | Bielorussia   | 1h31'58” | Miglior prestazione personale            |
| 23  | Brigita Virbalytė           | Lituania      | 1h31'58” |                                          |
| 24  | Olha Iakovenko              | Ucraina       | 1h32'07” | Miglior prestazione personale            |
| 25  | Beki Lee                    | Australia     | 1h32'14” | Miglior prestazione personale            |
| 26  | Maria Michta                | Stati Uniti   | 1h32'27” | Miglior prestazione personale            |
| 27  | Monica Equihua              | Messico       | 1h32'28” | Miglior prestazione personale            |
| 28  | Jamy Franco                 | Guatemala     | 1h33'18” |                                          |
| 29  | Sandra Arenas               | Colombia      | 1h33'21” |                                          |
| 30  | Claudia Balderrama          | Bolivia       | 1h33'28” | Miglior prestazione personale            |
| 31  | Ingrid Hernandez            | Colombia      | 1h33'34” | Miglior prestazione personale            |
| 32  | Lucie Pelantová             | Rep. Ceca     | 1h33'35” |                                          |
| 33  | Nguyễn Thị Thanh Phúc       | Vietnam       | 1h33'36” |                                          |
| 34  | Kumi Otoshi                 | Giappone      | 1h33'50” |                                          |
| 35  | Claudia Ștef                | Romania       | 1h33'56” |                                          |
| 36  | Neringa Aidietyte           | Lituania      | 1h34'01” |                                          |
| 37  | Yadira Guamán               | Ecuador       | 1h34'47” | Miglior prestazione personale            |
| 38  | Viktória Madarász           | Ungheria      | 1h34'48” |                                          |
| 39  | Aiman Kozhakhmetova         | Kazakistan    | 1h35'00” |                                          |
| 40  | Anabelly Orjuela            | Colombia      | 1h35'05” |                                          |
| 41  | Despina Zapounidou          | Grecia        | 1h35'19” |                                          |
| 42  | Paulina Buziak              | Polonia       | 1h35'23” |                                          |
| 43  | Mayra Pérez                 | Guatemala     | 1h35'33” |                                          |
| 44  | Natassia Yatsevich          | Bielorussia   | 1h35'41” |                                          |
| 45  | Vera Santos                 | Portogallo    | 1h35'51” |                                          |
| 46  | Paola Pérez                 | Ecuador       | 1h37'05” |                                          |
| 47  | Rachel Seaman               | Canada        | 1h37'36” |                                          |
| 48  | Mária Katerinka Czaková     | Slovacchia    | 1h37'43” |                                          |
| 49  | Anne Halkivaha              | Finlandia     | 1h38'49” |                                          |
| 50  | Milángela Francesca Rosales | Venezuela     | 1h42'46” |                                          |
| -   | Sabine Zimmer-Krantz        | Germania      | dnf      |                                          |
| -   | Sholpan Kozhakhmetova       | Kazakistan    | dnf      |                                          |
| -   | Yeongeun Jeon               | Corea del Sud | dq       |                                          |
| -   | Johanna Jackson             | Gran Bretagna | dq       |                                          |
| -   | Mirna Ortíz                 | Guatemala     | dq       |                                          |
| -   | Claire Woods                | Australia     | dq       |                                          |
| dq  | Elena Lašmanova             | Russia        | 1h25'02” | [ 3 ]                                    |
| dq  | Olga Kaniskina              | Russia        | 1h25'09” | [ 3 ]                                    |
| dq  | Anisja Kirdjapkina          | Russia        | 1h26'26” | [ 3 ]                                    |
| dq  | Semiha Mutlu                | Turchia       | 1h35'33” | [ 3 ]                                    |
| dq  | Yelena Shumkina             | Ucraina       | 1h36'42” | [ 3 ]                                    |

## Fonte
- sports-reference.com, Womens' 20 km Walk